# Municipio de Jonathan Creek (Illinois)
El municipio de Jonathan Creek (en inglés: Jonathan Creek Township) es un municipio ubicado en el condado de Moultrie en el estado estadounidense de Illinois. En el año 2010 tenía una población de 990 habitantes y una densidad poblacional de 10,39 personas por km².

## Geografía
El municipio de Jonathan Creek se encuentra ubicado en las coordenadas 39°39′10″N 88°31′48″O / 39.65278, -88.53000. Según la Oficina del Censo de los Estados Unidos, el municipio tiene una superficie total de 95.28 km², de la cual 95,27 km² corresponden a tierra firme y (0,01 %) 0,01 km² es agua.

## Demografía
Según el censo de 2010, había 990 personas residiendo en el municipio de Jonathan Creek. La densidad de población era de 10,39 hab./km². De los 990 habitantes, el municipio de Jonathan Creek estaba compuesto por el 97,88 % blancos, el 0,3 % eran asiáticos, el 0,91 % eran de otras razas y el 0,91 % eran de una mezcla de razas. Del total de la población el 0,61 % eran hispanos o latinos de cualquier raza.